# Pełzacz
Pełzacz (żeglarstwo) – okucie mocujące żagiel do masztu. Zaczepione jest do przedniego 
liku żagla, a następnie nasuwane na szynę przytwierdzona do masztu. Pełzacze stosowane są na żaglowcach z ożaglowaniem gaflowym  i bermudzkim.